# 汉诺威堂区
汉诺威堂区（英語：Hanover Parish）是牙买加的一个堂区，位于牙买加本岛西北端，东邻圣詹姆斯堂区，南邻威斯特摩蘭堂區。汉诺威区是康沃尔郡的一部分。汉诺威区面积450.4平方公里，仅大于首都所在的金斯敦堂区。总人口67,037。首府为卢西。